# Ma baby-sitter est un vampire
Cet article concerne la série télévisée. Pour le téléfilm, voir Ma baby-sitter est un vampire (téléfilm).
 (octobre 2012).
Si vous disposez d'ouvrages ou d'articles de référence ou si vous connaissez des sites web de qualité traitant du thème abordé ici, merci de compléter l'article en donnant les références utiles à sa vérifiabilité et en les liant à la section « Notes et références ».
Ma Baby-sitter est un vampire (téléfilm)

## Synopsis
La série suit les folles aventures de Ethan Morgan, un liseur qui a des visions quand il touche des objets ou des humains, son meilleur ami Benny, un sorcier, et sa baby-sitter vampire Sarah, qui chasse les forces surnaturelles. Ils sont souvent assistés par Rory, leur ami « geek » qui a été transformé en vampire, et Erica, la meilleure amie de Sarah, qui est aussi devenue vampire.

## Distribution
- Matthew Knight (VFB : Alessandro Bevilacqua ; VQ : Gabriel Lessard) : Ethan Morgan
- Vanessa Morgan (VFB : Carole Baillien ; VQ : Stéfanie Dolan) : Sarah Fox
- Atticus Dean Mitchell (VFB : Sébastien Hébrant ; VQ : Nicolas Charbonneaux-Collombet) : Benny Weir
- Cameron Kennedy (VFB : David Scarpuzza ; VQ : Sébastien Reding) : Rory Keaner
- Kate Todd (VFB : Cathy Boquet ; VQ : Kim Jalabert) : Erica Jones
- Laura De Carteret (VFB : Fabienne Loriaux ; VQ : Julie Burroughs) : Samantha Morgan, la mère d'Ethan
- Ari Cohen (en) (VFB : Peppino Capotondi ; VQ : François Trudel) : Ross Morgan, le père d'Ethan
- Joan Gregson (VFB : Nicole Colchat ; VQ : Élizabeth Chouvalidzé) : La grand-mère de Benny
- Ella Jonas Farlinger (VFB : Béatrice Wegnez ; VQ : Gabrielle Thouin) : Jane Morgan, la petite sœur d'Ethan
- Joe Dinicol : Jesse, l'ex petit ami de Sarah

Source et légende : version française (VF) sur Doublage Séries Database
 Source et légende : version québécoise (VQ) sur Doublage.qc.ca

## Production

### Tournage
La série est tournée dans la ville de Hamilton en Ontario, ainsi que dans le quartier de Dundas pour les scènes extérieures.

## Épisodes

### Première saison (2011)
1. Chienne de mort (Lawn of the Dead)
2. Pompom mamie (Three Cheers for Evil)
3. Don du sang (Blood Drive)
4. Quand les garçons jouent à la poupée (Guys and Dolls)
5. Les jumeaux maléfiques (Double Negative)
6. La brute de la lutte (Friday Night Frights)
7. Passionnément, à la folie...pas du tout! (Smells Like Trouble)
8. Mauvaises graines (Die Pod)
9. Gare au garou (Blue Moon)
10. Doug, le chasseur de vampires (Doug the Vampire Hunter)
11. Expresso pur jus de cerveau (The Brewed)
12. Trois geeks et un démon (Three Geeks and a Demon)
13. Re-vampirisé (ReVamped)

### Deuxième saison (2012)
Le 21 juillet 2011, la série a été renouvelée pour une deuxième saison qui a été tournée du 21 septembre au 15 novembre 2011, diffusée à l'été 2012 aux États-Unis et à l'automne 2012 sur Télétoon.
1. Le Retour des mordus (Welcome Back Dusker)
2. La Tribu des Maztéques (Say You'll Be Maztak)
3. La Vampire-mobile (Fanged and Furious)
4. Évacuation difficile (Flushed)
5. Miroir, miroir (Mirror/rorriM)
6. La Fièvre des donuts (Village of the Darned)
7. Une visite au musée (Hottie Ho-Tep)
8. Seuls au monde (Independence Daze)
9. Le Chant de la sirène (Siren Song)
10. Brutenstein (Jockenstein)
11. Hallowizzare (Halloweird)
12. Le premier et dernier rancard (partie 1) (The Date to End All Dates (Part 1))
13. Le premier et dernier rancard (partie 2) (The Date to End All Dates (Part 2))

## Commentaire
Peu après que la saison 2 fut diffusée, Télétoon annonça que ce serait la dernière mais qu'un second film était toujours envisageable.

## Personnages

### Personnages principaux
- Ethan Morgan (Matthew Knight) est un humain geek. Il se trouve souvent perdu en naviguant sur les réseaux sociaux complexes de lycée. Bien qu'il ne soit pas reconnu pour ses prouesses physiques, il est courageux et assez loyal pour se mettre en danger pour ceux qu'il aime. Benny Weir est son meilleur ami. Ethan est un liseur, ses visions se déclenchent par contact. Il compte sur ce don pour battre les êtres surnaturels, mais continue à apprendre comment cela fonctionne et comment mieux l'utiliser dans sa vie. À la fin de la saison 2, ces pouvoirs ont augmenté jusqu'à tel point qu'il peut entrer dans l'esprit des gens à n'importe quel moment, c'est grâce à ce don là qu'il se défait du sort de stern. Il est amoureux de Sarah.
- Sarah Fox (Vanessa Morgan) est techniquement la baby-sitter de Jane Morgan, la petite sœur d'Ethan. Au début de la série, elle est un vampire « novice », c'est-à-dire qu'elle n'a pas encore bu de sang humain : elle est donc ni entièrement humaine, ni entièrement vampire ce qui est un état assez irritant pour l'héroïne. Elle essaye d'être une adolescente normale, mais échoue. Sarah est plutôt belle et, en plus de ses pouvoirs surnaturels, est habile au combat. À la fin de la première saison, Sarah devient une vraie vampire après avoir sauvé Ethan d'une morsure de vampire qui l'aurait transformé en novice. On apprend dans l'épisode 11 (Seuls au Monde) que son pire cauchemar est un double maléfique d'elle-même. Dans la fin de la saison 2, elle a des sentiments plus forts qu'avant pour Ethan.
- Benny Weir (Atticus Dean Mitchell) est le meilleur ami d'Ethan. Il est semblable à Ethan, étant un geek avec une connaissance encyclopédique de science-fiction, des magazines de bandes dessinées et des jeux vidéo. Benny est fou des filles, cependant, il préfère Erica, qui le considère comme un dégénéré. Benny peut jeter des sorts et est un sorcier, il semble avoir hérité son don de sa grand-mère, la « Prêtresse de la Terre ». La magie de Benny est peu fiable, il n'arrive pas à la maitriser. Dans la saison 2, il sait beaucoup mieux utiliser la magie.
- Rory Keaner (Cameron Kennedy) est un vampire depuis peu et il adore la nouveauté de ce rôle. Il est tellement bizarre que même Ethan et Benny le trouvent bizarre. Rory est un grand enfant, encore plus immature qu'Ethan et Benny. Sans scrupule, il s'implique dans les aventures de ses amis en grande partie selon ses propres caprices et ses besoins. Comme Benny, Rory est généralement fou des filles, mais il préfère Erica qui joue avec cette affection pour répondre à ses propres besoins. En général, Rory n'y voit que du feu.
- Erica Jones (Kate Todd) est la meilleure amie de Sarah et également un vampire. Comme Rory, elle suit son rôle joyeusement et sans trop penser aux implications morales. Erica était une geek harcelée avant sa transformation. Elle aime contrôler Benny et Rory en raison de leur amour pour elle. Bien qu'elle soit vaniteuse et manipulatrice, elle montre toute sa tendresse à Sarah.
- Jesse (Joe Dinicol) est le chef d'une bande de vampires et aussi l'ex de Sarah, qu'il a d'ailleurs transformée en vampire. Il voulait contrôler WhiteChapel, pour cela il utilisa une boîte magique pour libérer ses anciens camarades mais il fut battu par Ethan dans le téléfilm. Cependant, un jour sans le vouloir Benny et Ethan le libérèrent de la boîte dans laquelle il était enfermé. Dès sa sortie, il demande à Sarah de le rejoindre en devenant un vampire complet, celle-ci refuse dans un premier temps mais fut obligée de le faire pour protéger Ethan. Il revient à la fin de la saison 2 dans "le premier et le dernier rancard".

### Personnages secondaires
- Jane : petite sœur d'Ethan, qui n'arrête pas d'inventer des âneries pour qu'il soit grondé et elle lui fait du chantage contre de l'argent ou des tâches ménagères.
- La grand-mère de Benny : prêtresse qui connaît divers tours de magie. Les garçons ont souvent besoin de son aide pour résoudre des problèmes. Souvent, pour punir Benny, elle lui jette un sort.

### Produits dérivés
1. La saison 1 en coffret DVD est sorti le 29 janvier 2014.
2. La saison 2 en coffret DVD